# Nadcap
Nadcap (National Aerospace and Defense Contractors Accreditation Program) è un programma di cooperazione, a livello mondiale, delle maggiori imprese operanti nel settore aerospaziale e della difesa (Primes).
Scopo del Nadcap è quello di gestire un comune approccio all'accreditamento dei processi speciali e promuovere il miglioramento continuo del settore aerospaziale, sostenendo standard e criteri di auditing comuni in tutto il mondo.

## Storia del Nadcap
Prima dell'avvento del Nadcap, le aziende del settore aerospaziale controllavano le attività dei propri fornitori verificando in maniera diretta la conformità ai propri requisiti di processo. Dato che i processi offerti dai fornitori ai propri clienti erano spesso simili se non identici, i requisiti dei clienti risultavano equivalenti. Di conseguenza veniva a crearsi una forte ridondanza degli audit ed un aumento del carico di lavoro che non portava ad un vero e proprio valore aggiunto. 
Per i maggiori Primes del settore aerospaziale, condurre audit ai propri fornitori in tal modo implicava sforzi raddoppiati, audit e processi di gestione superflui e, in definitiva, costi maggiori senza alcun valore aggiunto in cambio.
Nel novembre del 1989, in occasione di una conferenza tra rappresentanti del settore e del governo degli Stati Uniti, fu suggerita una soluzione consensuale alle problematiche di gestione e di controllo dei processi dei fornitori. L'ente di normazione SAE International fu così designata per la creazione e lo sviluppo del PRI (Performance Review Institute), un'associazione senza scopo di lucro fondata nel 1990 ed adibita all'amministrazione del programma Nadcap.

## Vantaggi
Nadcap garantisce un approccio settoriale alla valutazione della conformità dei processi speciali che riunisce esperti tecnici del settore e di enti pubblici. L'obbiettivo principale del programma è quello di stabilire i requisiti per l'accreditamento, accreditare fornitori e definire i requisiti operativi del programma. Il risultato è un approccio standardizzato al controllo della qualità ed un aumento dell'efficienza degli audit nel settore aerospaziale.
Il programma, con il supporto dei Primes aeronautici iscritti al programma (Subscribers), dei fornitori accreditati e dei rappresentanti di enti pubblici, è in grado di:
- Fissare standard rigorosi, comuni per il settore ed in grado di soddisfare i requisiti di tutti gli enti coinvolti;
- Sostituire l'auditing di routine dei fornitori con un solo audit, approvato attraverso un processo decisionale consensuale da parte dei membri della comunità di utenti;
- Condurre audit sui processi speciali in maniera approfondita e di elevato livello tecnico;
- Migliorare la qualità dei fornitori in tutto il settore grazie all'introduzione di requisiti rigorosi;
- Ridurre i costi promuovendo un livello di standardizzazione più spinto;
- Utilizzare valutatori esperti a livello tecnico (Nadcap Auditors), solitamente esperti di processo;
- Offrire audit più frequenti per i Primes e meno frequenti per i fornitori.

## Ambito di accreditamento
Le attività ed i processi speciali coinvolti nel programma di accreditamento sono raggruppate come segue:
- Sistema di qualità aerospaziale (Aerospace Quality System, AQS);
- Processi chimici (Chemical Processing, CP);
- Rivestimenti (Coatings, CT)
- Materiali compositi (Composite Materials, COMP)
- Lavorazione di macchina convenzionali (Conventional Machining as a Special Process, CMSP)
- Giunti a elastomero (Elastomer Seals, SEAL)
- Elettronica (Electronics, ETG)
- Distribuzione dei fluidi (Fluid Distribution Systems, FLU)
- Trattamento termico (Heat Treating, HT)
- Laboratori per i test dei materiali (Materials Testing Laboratories, MTL)
- Misurazione e controllo (Measurement and Inspection, M&I)
- Test non distruttivi (Nondestructive Testing, NDT)
- Lavorazione a macchina non convenzionale e trattamenti superficiali (Nonconventional Machining and Surface Enhancement, NMSE)
- Sigillanti (Sealants, SLT)
- Saldatura (Welding, WLD)

## Nadcap Subscribers
Sono presenti più di 50 imprese del settore aerospaziale iscritte al programma (Prime Subscriber) , incluse:  
- MB Elettronica
- 309th Maintenance Wing-Hill AFB
- Leonardo Elicotteri
- Air Force
- Leonardo Velivoli
- Avio S.p.A
- BAE Systems Military Air & Information (MAI)
- BAE Systems
- Ball Aerospace & Technologies Corporation
- Beechcraft Corporation
- The Boeing Company
- Bombardier Inc.
- Comac
- Defense Contract Management Agency (DCMA)
- EADS Corporation - Aerolia
- EADS Corporation - Airbus
- EADS Corporation - Astrium
- EADS Corporation - Cassidian
- EADS Corporation - EADS-CASA
- EADS Corporation - Eurocopter
- EADS Corporation - Premium Aerotec
- EADS Corporation - SOGERMA
- Eaton Aerospace Embraer S.A.
- GKN
- GKN AEROSPACE ENGINE SYSTEMS
- GE Aviation
- General Dynamics Corporation
- Heroux-Devtek Inc.
- Honeywell Aerospace
- Israel Aerospace Industries
- Latecoere
- Liebherr-Aerospace SAS
- Lockheed Martin Corporation
- M7 Aerospace
- MTU Aero Engines GmbH
- Northrop Grumman Corporation
- Parker Aerospace Group
- Raytheon Company
- Rockwell Collins Inc.
- Rolls-Royce Corporation
- Rolls-Royce Plc
- Safran Group
- Spirit AeroSystems
- Textron Inc. - Bell Helicopter
- Textron Inc. - Cessna Aircraft Company
- Textron Inc. - Textron Systems
- Thales Global Services SAS (TGS)
- Triumph Group Inc.
- United Technologies Corporation - Goodrich (UTAS)
- United Technologies Corporation - Hamilton Sundstrand (UTAS)
- United Technologies Corporation - Pratt & Whitney
- United Technologies Corporation - Pratt & Whitney Canada
- United Technologies Corporation - Sikorsky Aircraft